# Brenda Bakken-Lackey
Pour les articles homonymes, voir Bakken (homonymie) et Lackey.
Brenda Bakken-Lackey est une femme politique provinciale canadienne de la Saskatchewan. Elle représente la circonscription de Weyburn-Big Muddy à titre de députée du Parti saskatchewanais de 1999 à 2006.
Initialement connue sous le nom de Brand Bakken, elle ajoute par la suite son nom de naissance de Lackey à son nom.

## Biographie
Elle tente une entrée en politique en 1995 dans la nouvelle circonscription de Weyburn-Big Muddy, mais elle est défaite par la députée néo-démocrate sortant Judy Bradley de Bengough-Milestone. Élue en 1999 et réélue en 2003, elle démissionne en février 2006.